# Cortland (Illinois)
Cortland es un pueblo ubicado en el condado de DeKalb en el estado estadounidense de Illinois. En el Censo de 2010 tenía una población de 4270 habitantes y una densidad poblacional de 453,18 personas por km².

## Geografía
Cortland se encuentra ubicado en las coordenadas 41°56′16″N 88°41′29″O / 41.93778, -88.69139. Según la Oficina del Censo de los Estados Unidos, Cortland tiene una superficie total de 9.42 km², de la cual 9.4 km² corresponden a tierra firme y (0.22%) 0.02 km² es agua.

## Demografía
Según el censo de 2010, había 4270 personas residiendo en Cortland. La densidad de población era de 453,18 hab./km². De los 4270 habitantes, Cortland estaba compuesto por el 85.88% blancos, el 5.46% eran afroamericanos, el 0.49% eran amerindios, el 1.71% eran asiáticos, el 0% eran isleños del Pacífico, el 4.03% eran de otras razas y el 2.44% pertenecían a dos o más razas. Del total de la población el 12.34% eran hispanos o latinos de cualquier raza.